# Todd Stashwick
Todd Stashwick (Chicago, 16 ottobre 1968) è un attore statunitense.

## Biografia
Stashwick è conosciuto principalmente per il ruolo di Tony nel film commedia Tu, io e Dupree del 2006 e di Dale Malloy nella serie televisiva The Riches andata in onda dal 2007 al 2008. Dal 2013 al 2014 ha avuto il ruolo ricorrente di padre Kieran O'Connell nella serie televisiva The Originals. Nel 2014 e nel 2015 è apparso nella serie televisiva Teen Wolf nel ruolo del padre adottivo di Malia. Dal 2015 è nel cast della serie televisiva L'esercito delle 12 scimmie, nel ruolo di Deacon. Nel 2019 è il Dottor Drakken nell'omonimo film in live action tratto dalla serie d'animazione Disney Kim Possible.

## Filmografia

### Cinema
- Il tesoro dell'Amazzonia (The Rundown), regia di Peter Berg (2003)
- ...e alla fine arriva Polly (Along Came Polly), regia di John Hamburg (2004)
- Tu, io e Dupree (You, Me and Dupree), regia di Anthony e Joe Russo (2006)
- Live! - Ascolti record al primo colpo (Live!), regia di Bill Guttentag (2007)
- The Air I Breathe, regia di Jieho Lee (2007)
- Surfer, Dude, regia di S.R. Bindler (2008)
- Friendship!, regia di Markus Goller (2010)
- Grassroots, regia di Stephen Gyllenhaal (2012)
- Mockingbird - In diretta dall'inferno (Mockingbird), regia di Bryan Bertino (2014)
- Jane Got a Gun, regia di Gavin O'Connor, (2016)
- Think Like a Dog, regia di Gil Junger (2016)
- Amore, matrimoni e altri disastri (Love, Weddings & Other Disasters), regia di Dennis Dugan (2020)
- The Accountant 2, regia di Gavin O'Connor (2025)

### Televisione
- Law & Order - I due volti della giustizia (Law & Order) – serie TV, episodio 8x14 (1998)
- Spin City – serie TV, episodio 3x10 (1998)
- Law & Order - Unità vittime speciali (Law & Order: Special Victims Unit) – serie TV, episodi 1x03-9x15 (1999-2008)
- Angel – serie TV, episodio 1x22 (2000)
- Un detective in corsia (Diagnosis Murder) – serie TV, episodio 8x07 (2000)
- Providence – serie TV, episodio 3x12 (2001)
- Will & Grace – serie TV, episodio 3x20 (2001)
- Buffy l'ammazzavampiri (Buffy the Vampire Slayer) – serie TV, episodio 6x04 (2001)
- Dark Angel – serie TV, episodio 2x05 (2001)
- CSI - Scena del crimine (CSI: Crime Scene Investigation) – serie TV, episodio 3x01 (2002)
- She Spies – serie TV, episodio 1x06 (2002)
- American Dreams – serie TV, 4 episodi (2002-2003)
- Law & Order: Criminal Intent – serie TV, episodio 2x22 (2003)
- The Guardian – serie TV, episodi 2x13-3x05 (2003)
- Malcolm (Malcom in the Middle) – serie TV, episodio 5x06 (2003)
- CSI: Miami – serie TV, episodi 2x16-10x04 (2004-2011)
- Detective Monk (Monk) – serie TV, episodio 3x03 (2004)
- Una star in periferia (Stuck in the Suburbs), regia di Savage Steve Holland – film TV (2004)
- Boston Legal – serie TV, episodio 1x01 (2004)
- Star Trek: Enterprise – serie TV, episodio 4x09 (2004)
- The Drew Carey Show – serie TV, episodio 9x18 (2004)
- CSI: NY – serie TV, episodio 2x22 (2005)
- Crossing Jordan – serie TV, episodio 5x10 (2005)
- Out of Practice - Medici senza speranza (Out of Practice) – serie TV, episodio 1x18 (2005)
- Weeds – serie TV, episodi 1x09-3x04 (2005-2007)
- Still Standing – serie TV, 4 episodi (2005-2006)
- How I Met Your Mother – serie TV, episodio 2x08 (2006)
- Studio 60 on the Sunset Strip – serie TV, episodio 1x10 (2006)
- The War at Home – serie TV, 4 episodi (2006-2007)
- The Riches – serie TV, 20 episodi (2007-2008)
- Burn Notice - Duro a morire (Burn Notice) – serie TV, episodi 1x12-5x06 (2007-2011)
- The Middleman – serie TV, episodio 1x05 (2008)
- Psych – serie TV, episodio 3x01 (2008)
- Life – serie TV, episodio 2x03 (2008)
- Supernatural – serie TV, episodio 4x05 (2008)
- Ghost Whisperer - Presenze (Ghost Whisperer) – serie TV, episodio 4x08 (2008)
- Terminator: The Sarah Connor Chronicles – serie TV, episodio 2x11 (2008)
- The Mentalist – serie TV, episodio 1x11 (2009)
- Saving Grace – serie TV, episodio 3x08 (2009)
- Curb Your Enthusiasm – serie TV, episodi 7x03-7x09 (2009)
- Lie to Me – serie TV, episodio 2x09 (2009)
- Heroes – serie TV, 6 episodi (2009-2010)
- La strana coppia (The Good Guys) – serie TV, episodio 1x10 (2010)
- Childrens Hospital – serie TV, episodio 2x11 (2010)
- $#*! My Dad Says – serie TV, episodi 1x06-1x11 (2010)
- Detroit 1-8-7 – serie TV, episodi 1x03-1x12 (2010-2011)
- Private Practice – serie TV, episodio 4x14 (2011)
- Better with You – serie TV, episodi 1x17-1x21 (2011)
- The Glades – serie TV, episodio 2x02 (2011)
- Men of a Certain Age – serie TV, 4 episodi (2011)
- Super Ninja (Super Ninjas) – serie TV, episodio 1x16 (2011)
- Leverage - Consulenze illegali (Leverage) – serie TV, episodio 4x12 (2012)
- Justified – serie TV, 4 episodi (2012)
- Franklin & Bash – serie TV, episodio 2x08 (2012)
- Hawaii Five-0 – serie TV, episodio 3x03 (2012)
- Revolution – serie TV, episodio 1x06 (2012)
- The Exes – serie TV, episodi 2x12-3x06 (2012-2013)
- Grey's Anatomy – serie TV, episodio 9x18 (2013)
- Warehouse 13 – serie TV, episodio 4x15 (2013)
- Criminal Minds – serie TV, episodio 9x05 (2013)
- The Originals – serie TV, 12 episodi (2013-2014)
- Teen Wolf – serie TV, episodi 3x13-3x14-5x01 (2014-2015)
- Gotham – serie TV, episodi 1x08-2x01 (2014-2015)
- L'esercito delle 12 scimmie (12 Monkeys) – serie TV, 31 episodi (2015-2018)
- Complications – serie TV, episodio 1x10 (2015)
- Con Man – serie web, episodio 1x07 (2015)
- The Real O'Neals – serie TV, episodio 2x06 (2016)
- Strange Angel – serie TV, episodi 1x05-1x10 (2018)
- Kim Possible, regia di Adam B. Stein e Zach Lipovsky – film TV (2019)
- Mayans M.C. – serie TV, episodi 2x02-2x03 (2019)
- American Horror Story – serie TV, episodio 9x02 (2019)
- Star Trek: Picard – serie TV (2023)

## Doppiatori italiani
Nelle versioni in italiano delle opere in cui ha recitato, Todd Stashwick è stato doppiato da:
- Gianluca Tusco in CSI - Scena del crimine, L'esercito delle 12 scimmie, Star Trek: Picard
- Davide Marzi in CSI: NY, CSI: Miami (ep. 10x04), Justified
- Massimo De Ambrosis in Una star in periferia, Amori, matrimoni e altri disastri
- Franco Mannella in Burn Notice - Duro a morire, S.W.A.T.
- Massimo Rossi in Supernatural, Warehouse 13
- Fabrizio Vidale in Law & Order - Unità vittime speciali
- Lorenzo Scattorin in Law & Order: Criminal Intent
- Marco Vivio in The Riches
- Maurizio Reti in CSI: Miami (ep. 2x16)
- Dario Oppido in How I Met Your Mother
- Alessio Cigliano in Private Practice
- Loris Loddi in Ghost Whisperer - Presenze
- Andrea Lavagnino in Lie To Me
- Gaetano Varcasia in The Glades
- Massimo Bitossi in Leverage - Consulenze illegali
- Massimo Lodolo in Hawaii Five-0
- Lucio Saccone in Grey's Anatomy
- Vittorio De Angelis in Criminal Minds
- Giorgio Borghetti in The Originals
- Fabrizio Russotto in Teen Wolf
- Fabrizio Temperini in Gotham
- Giovanni Caravaglio in Mayans M.C.
- Stefano Benassi in Kim Possible
- Paolo Maria Scalondro in 9-1-1: Lone Star
- Roberto Gammino in The Accountant 2